# Tye Green
Tye Green – osada w Anglii, w hrabstwie Essex, w dystrykcie Braintree. Leży 16 km na północny wschód od miasta Chelmsford i 63 km na północny wschód od Londynu. W 2015 miejscowość liczyła 1125 mieszkańców.